# 선전관
선전관(宣傳官)은 조선시대 1457년(세조 3년)부터 설치된 형명(形名)·계라(啓螺)·시위(侍衛)·전명(傳命) 및 부신(符信)의 출납을 맡았던 무관직이다. 선전관의 별칭은 서반승지(西班承旨)이다.
1457년(세조 3년) 어가 앞에서 훈도(訓導)하는 임무를 맡은 무관은 원래 가전훈도(駕前訓導)인데, 이를 선전관이라고 일컫게 됨으로써 비로소 그 관직이 임시직으로 처음 생겼다. 이때 훈도는 소리쳐서 어가의 행차를 알리는 일을 일컫는다.
《경국대전》〈병전〉“번차도목”에는 단지 정원 8명만 근무 때에만 녹봉을 받는 체아직(遞兒職)으로 둔다고 했을 뿐 소속 관청에 대해서는 언급이 없다.
《속대전》에서 선전관이 정3품 아문으로 선전관청(宣傳官廳)에 속한다고 규정하였다. 정원은 21명으로 정3품 당상관이 1명이다. 종6품 이상이 3명인데 품계를 정하지 않는 무정품(無定品)으로 규정하였다. 종9품은 19명으로 하되, 그 안에 음서 출신자가 제수되는 남행(南行) 2명을 두었다. 겸선전관은 모두 55명으로 정했다. 겸선전관은 종6품 이상으로는 문신겸선전관이 5명이며 무신겸선전관은 38명이다. 종9품으로는 무신겸선전관만 12명 두었다.
품계를 정하지 아니한다는 무정품(無定品)은 다른 관직에서도 보이는데, 관직에 대응되는 관계를 가진 사람이 적었던 관계로 어쩔 수 없이 합당한 자리를 수여하기 위하여 마련한 제도였다.

## 같이 보기
- 승지 : 선전관의 별칭이 서반승지(西班承旨)이다.
- 무정품